# Gheorghe Ialomițianu
Gheorghe Ialomițianu, né le 14 septembre 1959 à Bran, est un homme politique roumain, membre du Parti national libéral (PNL).

## Biographie
Il est économiste de formation, et a enseigné les sciences économiques de 1983 à 1997, d'abord au lycée, puis à l'université de Brașov. En 1997, il est nommé directeur général des Finances publiques du județ de Brașov, puis directeur exécutif adjoint à partir de 2001. Il reprend son activité d'enseignement en 2006. Élu à la Chambre des députés en 2008, il renonce à son poste administratif, et est désigné vice-président de la commission des Finances. 
Le 3 septembre 2010, il est nommé ministre des Finances publiques au cours d'un remaniement ministériel du gouvernement d'Emil Boc. Il est remplacé, le 9 février 2012, par Bogdan Drăgoi.